# Барзюковка
Барзюковка — река в России, протекает в Костромском районе Костромской области. Впадает с востока в Костромской залив Горьковского водохранилища. Длина реки составляет 13 км. Населённые пункты у реки: Пестрюнино, Малое Сельцо, Иванищево, Акулово, Киселево — все по левому берегу. Пересекает железную дорогу.

## Данные водного реестра
По данным государственного водного реестра России относится к Верхневолжскому бассейновому округу, водохозяйственный участок реки — Волга от Рыбинского гидроузла до города Кострома, без реки Кострома от истока до водомерного поста у деревни Исады, речной подбассейн реки — Волга ниже Рыбинского водохранилища до впадения Оки. Речной бассейн реки — (Верхняя) Волга до Куйбышевского водохранилища (без бассейна Оки).
Код объекта в государственном водном реестре — 08010300212110000013171.